# Abalcisqueta
Abalcisqueta (oficialmente en euskera: Abaltzisketa) es una localidad y municipio español situado en la parte meridional de la comarca de Tolosaldea, en la provincia de Guipúzcoa, comunidad autónoma del País Vasco. Limita con los municipios de Zaldivia, Gaínza, Orendáin y Amézqueta, así como con la mancomunidad de Enirio-Aralar.
Abalcisqueta se sitúa en las estribaciones de la sierra de Aralar a los pies del monte Txindoki (1318m), que además marca el punto más elevado de su término municipal. Nacen en sus laderas pequeños arroyos que bajan las laderas del macizo, y estos desaguan en los ríos Amézqueta y Zaldivia; todos estos, afluentes del Amundarain. La mayor parte del municipio es ocupado por bosques.
El pueblo de Abalcisqueta se encuentra en un collado a 385 metros de altitud que domina el valle de Amézqueta y también se asoma al del río Oria. Le separan 39 km de la capital provincial, San Sebastián y 14 km de la capital comarcal, Tolosa. Se accede a este pueblo a través de una carretera local que desde Alegría de Oria, atraviesa Orendáin; bien desde Amézqueta o desde Zaldivia.
La parte meridional del término municipal está incluida dentro del parque natural de Aralar.

## Toponimia
Koldo Mitxelena en su libro Apellidos Vascos dejó escrito que el topónimo (y apellido) Abalcisqueta podría estar relacionado con la palabra en lengua vasca abariz (carrasco, cascojo en español). Abaritz (tal y como se escribe actualmente en euskera batúa), indica a un tipo de arbusto denominado en castellano coscoja, que puede llegar a crecer hasta convertirse en un arbolito. En este caso la palabra abariz aparecería unida al sufijo -keta, que indica tropel o cantidad. Abarizketa sería traducible como plantación de coscojas o lugar con abundante coscoja.
La evolución de un eventual abarizketa original hasta el abaltzisketa actual se puede explicar
en euskera cuando una nueva palabra se forma por composición de otras es habitual que la consonante final r se transforma en l, como por ejemplo de euskara se obtiene euskaldun, de abariz→abalizketa. El paso de abalizketa a abalcizqueta puede deberse a un fenómeno de metátesis.
Hasta mediados del siglo XIX el nombre del pueblo se escribió Abalcizqueta y luego pasó a escribirse como Abalcisqueta, este es considerado el nombre formal de la localidad en español. El actual nombre vasco de la población Abaltzisketa, es una adaptación del nombre a como se pronuncia actualmente en euskera y a las modernas reglas ortográficas de este idioma.
En 1983 el municipio cambió oficialmente su denominación de Abalcisqueta a Abaltzisketa.
Los vecinos de Abalcisqueta reciben el nombre de abalcisquetarras. En euskera se les suele apodar txalburuak (renacuajos).

## Demografía
Abalcisqueta cuenta con una población de 319 habitantes (INE 2024).
| Gráfica de evolución demográfica de Abalcisqueta entre 1842 y 2021                                                  |
| |
| Población de derecho según los censos de población del INE Población de hecho según los censos de población del INE |

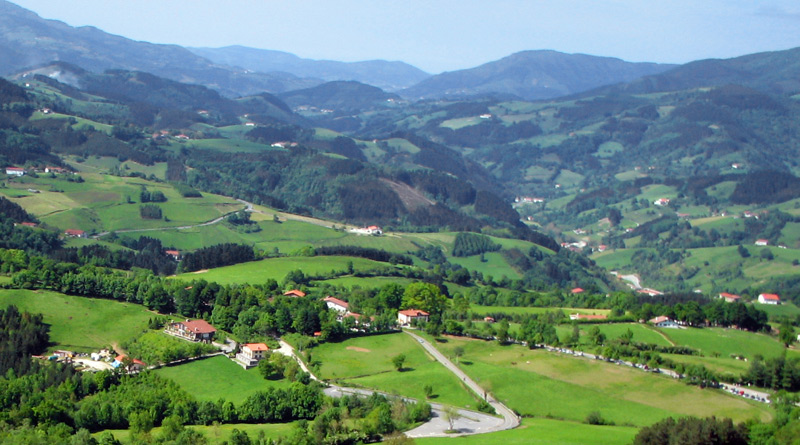
Larráiz

Tratándose de una localidad rural, Abalcisqueta se ha ido despoblando a lo largo de los siglos XIX y XX. A mediados del siglo XIX llegó a contar con cerca de 800 habitantes que bajaron hasta 550 a principios del siglo XX fruto de la emigración. Durante buena parte del siglo XX la población se mantuvo estable y llegó incluso a repuntar en algunos periodos, para caer en picado a partir de las décadas de 1960 y 1970 fruto de la emigración a los cercanos núcleos urbanos industrializados y la crisis del caserío como forma de vida. La población tocó fondo con cerca de 280 habitantes a principios a principios del siglo XXI. Sin embargo en las primeras dos décadas del siglo XXI se aprecia un ligero repunte de su población. 

## Economía
Se trata de un municipio eminentemente rural. Existen 65 explotaciones agrícolas y ganaderas censadas en el municipio.
La lengua de uso común en el municipio es el vasco, que domina casi toda la población del municipio.

## Historia
En 1379, los vecinos de Abalcisqueta pasan a depender de la villa de Tolosa, como forma de sustraerse de la influencia de los señores banderizos y beneficiarse de los fueros de la villa. En 1615, pasado el tiempo de las guerras banderizas, Abalcisqueta obtiene el título de villa, recuperando la autonomía perdida por su unión a Tolosa. Abalcisqueta participará posteriormente en varias uniones de villas, para costearse representantes en las Juntas Generales de Guipúzcoa, como es el caso de la Unión de Bozue Mayor.

## Administración y política
| Partido político                    | 2015  | 2015       | 2011  | 2011       | 2007  | 2007       | 2003  | 2003       | 1999  | 1999       | 1995  | 1995       | 1991 | 1991       |
| Partido político                    | %     | Concejales | %     | Concejales | %     | Concejales | %     | Concejales | %     | Concejales | %     | Concejales | %    | Concejales |
| Herritarrak (HE)                    | 91,50 | 7          | 93,83 | 7          | 96,92 | 7          | —     | —          | —     | —          | —     | —          | —    | —          |
| Partido Popular del País Vasco (PP) | 0,65  | 0          | 0,62  | 0          | 0,00  | 0          | 3,97  | 0          | —     | —          | —     | —          | —    | —          |
| Talde Sajatua (TS)                  | —     | —          | —     | —          | —     | —          | 88,08 | 7          | —     | —          | —     | —          | —    | —          |
| Kostatakoa                          | —     | —          | —     | —          | —     | —          | —     | —          | 98,26 | 7          | —     | —          | —    | —          |
| Abaltzisketarrak (EA)               | —     | —          | —     | —          | —     | —          | —     | —          | —     | —          | 97,17 | 7          | —    | —          |
| Herritarren Iritza (HI)             | —     | —          | —     | —          | —     | —          | —     | —          | —     | —          | —     | —          | 100  | 7          |

## Cultura

### Patrimonio

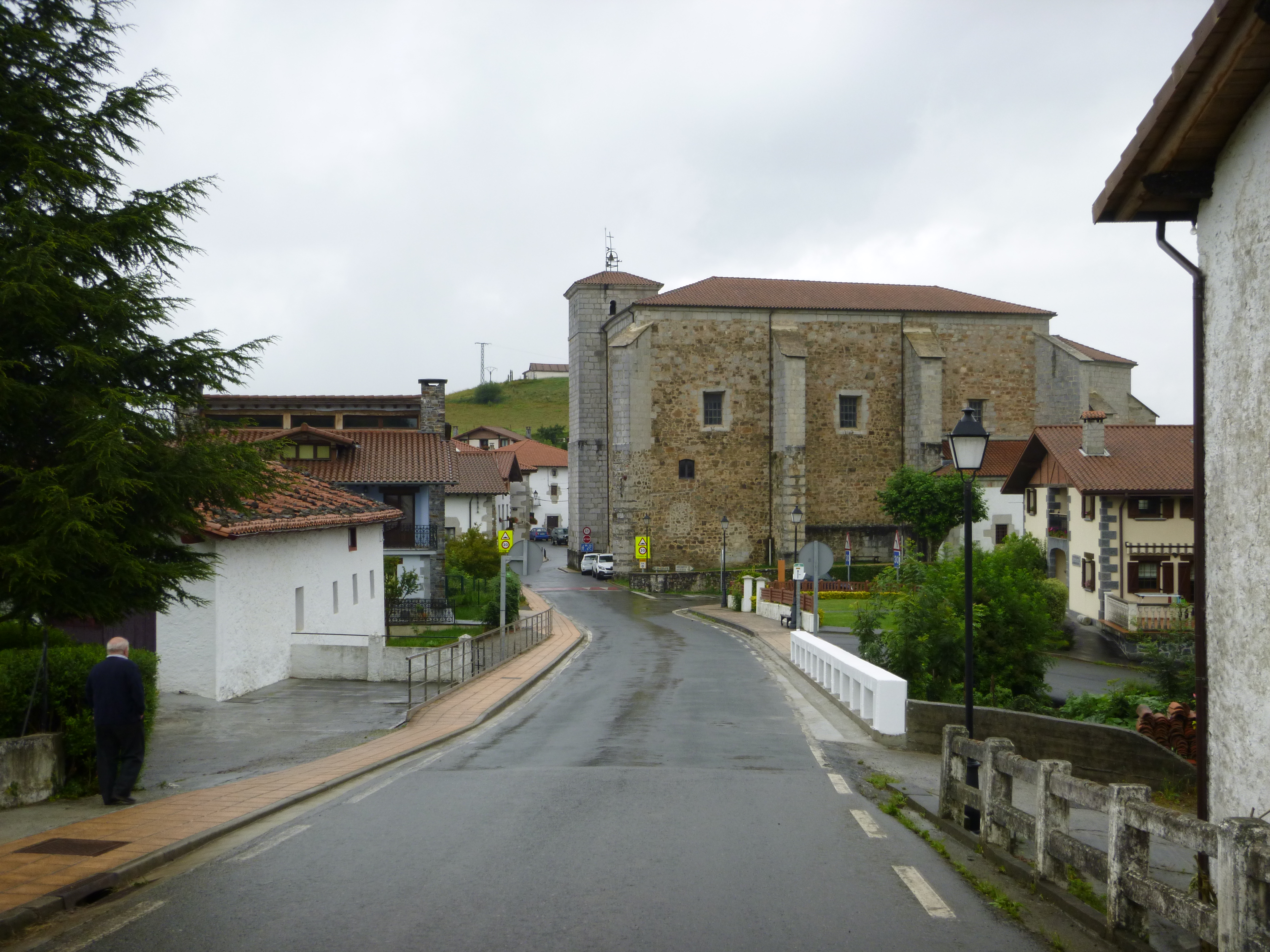
Iglesia de San Juan Bautista

El casco urbano de Abalcisqueta es prototípico entre las poblaciones rurales de la montaña vasca. Resalta en él su casa consistorial, de típico estilo vasco, situada en la plazoleta junto a la iglesia parroquial de San Juan Bautista. La iglesia en sí data del siglo XVI, aunque mantiene la portada románica de transición del siglo XIII. Posee una torre-campanario, en la que destaca una de sus campanas fechada en 1.493 y realizada en la misma localidad.
Entre los caseríos dispersos por el término municipal es interesante visitar el Caserío Nahera-Haundi, ejemplo de antigua construcción vasca. Se sitúa en el barrio Sasiain, al que se accede tomando un desvío a la derecha, antes de llegar al pueblo.
Lo más conocido de este municipio es el paraje de Larráiz (en euskera: Larraitz), un barrio de caseríos dispersos. En esta campa, enclavada al mismo pie del monte Txindoki, se encuentra la ermita de Nuestra Señora de los Remedios de Larráiz. A ésta se le atribuyen poderes milagrosos, por lo que es venerada por pastores y baserritarras (campesinos) de la zona. Larráiz está acondicionado como zona de merendero y posee varios restaurantes enclavados en un bello entorno natural, además de un activo parque de aventura llamado Txindokiko Itzala, que convierten el lugar en muy frecuentado en verano y fines de semana. Por otro lado, Larráiz es el punto ideal para comenzar el ascenso a las cimas de la sierra de Aralar, como el Txindoki (1346 m), Gambo (1451), Pardarri (1399 m) o Gaztelu (899 m). Existen varias rutas para ascender y adentrarse en este parque natural de Aralar desde Larráiz.

### Fiestas y tradiciones
- En Pentecostés se celebra una romería a la ermita de Larráiz.
- El 15 de mayo se festeja el día de San Isidro con un hamaiketako (almuerzo popular).
- El 24 de junio se celebran las fiestas patronales por San Juan Bautista. La víspera se baila en la plaza la popular Soka-Dantza.
- El 29 de junio, día de San Pedro se celebran fiestas en Larráiz.
- El 1 de noviembre, misa popular en la ermita de Santa Cruz o de Txutxurrumendi.

Abalcisqueta se halla localizado en una zona en la que las "alubias" son un plato muy típico y arraigado, siendo tradicional ir a degustarlas a alguno de los restaurantes del barrio de Larráiz.

### Deporte
Al ser un pueblo muy pequeño apenas cuenta con infraestructuras deportivas, únicamente dispone de un frontón cubierto. El único club deportivo de la localidad es un club de caza llamado Larrunarri Elkartea.
El deportista más célebre que ha dado esta localidad es el aizkolari y segalari Polipaso.
En las fiestas de Abacisqueta se realizan carreras de caballos entre Amézqueta y Abalcisqueta.

## Personas destacadas
- José María Ibarbia Garmendia (1928-1985). Sacerdote, organista y director de coros
- Miguel Irazusta Goikoetxea, Polipaso (1925-2000): fue un célebre aizkolari  (campeón de España en 1965), además de practicante de otros muchos deportes rurales vascos